# Zúžení močové trubice
Zúžení močové trubice, též uretrostenóza, lat. strictura urethrae nebo urethrostenosis je stav, při kterém se zmenší přirozený průsvit močové roury. Často je způsobený zjizvením výstelky močové trubice v důsledku předchozího zánětu nebo traumatu nebo benigním zvětšením prostaty, zřídka je způsobena vnějším tlakem na uretru např. nádorem. Zúžení močové trubice postihuje především muže, u žen je poměrně vzácné.

## Příznaky
Hlavním příznakem zúžení jsou problémy při močení, například přerušované močení, slabý proud moči, pocit nevyprázdněného měchýře, nucení na močení, časté močení, a to i v noci, nebo bolest při močení. Může se objevit krev v moči nebo v semeni, bolest v podbřišku a také inkontinence nebo naopak retence moči. Neléčená uterostenóza může vést k zánětu prostaty, hypertrofii močového měchýře a selhání ledvin.

## Léčba
Medikamentózní léčba není k dispozici. Chirurgická léčba zahrnuje roztahování močové trubice, uretrotomii, při které se odstraní přebytečná tkáň, v těžších případech nastupuje uretroplastika.